# Gérardmer (tổng)
Tổng Gérardmer là một tổng của Pháp, tọa lạc tại tỉnh Vosges trong vùng Lorraine của Pháp.

## Phân chia hành chính
Tổng Gérardmer được chia thành 3 xã và khoảng 10 654 người (điều tra dân số năm 1999 không tính trùng dân số).
| Xã               | Dân số | Mã bưu chính | Mã insee |
| ---------------- | ------ | ------------ | -------- |
| Gérardmer        | 8 845  | 88400        | 88196    |
| Liézey           | 320    | 88400        | 88269    |
| Xonrupt-Longemer | 1 489  | 88400        | 88531    |

## Hành chính
| Ngày bầu                                                   | Tên            | Đảng                                       | Tư cách |
| ---------------------------------------------------------- | -------------- | ------------------------------------------ | ------- |
| Les données antérieures à 2004 ne sont pas encore connues. |                |                                            |         |
|                                                            | Gilbert Poirot | Divers Gauche (được chia thành socialiste) |         |

## Biến động dân số
| 1962                                         | 1968   | 1975   | 1982   | 1990   | 1999   |
| -------------------------------------------- | ------ | ------ | ------ | ------ | ------ |
| 10 162                                       | 10 570 | 10 741 | 10 684 | 10 664 | 10 654 |
| Số liệu từ năm 1968: Dân số không tính trùng |        |        |        |        |        |

## Liens externes
- Le canton Gérardmer sur la site de l´Insee
- Localisation của Tổng Gérardmer sur une carte de France Lưu trữ ngày 29 tháng 6 năm 2007 tại Wayback Machine